# Marloes Coenen
Marloes Coenen (Olst-Wijhe, 31 marzo 1981) è una lottatrice di arti marziali miste olandese.
Combatte nella divisione dei pesi piuma per l'organizzazione statunitense Bellator MMA.
Attiva nelle WMMA dal 2000, la Marloes è stata detentrice del titolo dei pesi gallo Strikeforce ed ha vinto il torneo giapponese ReMix: World Cup 2000; è stata anche una contendente alla cintura dei pesi piuma Strikeforce ed Invicta FC e finalista del torneo K-Grace 1.
Nel submission grappling può vantare un terzo posto all'ADCC Submission Wrestling World Championship del 2007 nella categoria fino ai 67 kg.
Per le classifiche unificate è la lottatrice più forte del mondo nella categoria dei pesi piuma.

## Carriera nelle arti marziali miste

### Inizi: Giappone
Marloes Coenen nasce ad Olst e cresce a Deventer in una famiglia dove diversi componenti di essa erano praticanti di arti marziali.
A soli 14 anni inizia ad allenarsi nella franchigia olandese dell'organizzazione Shooto.
La Marloes debutta come professionista in Giappone il 22 novembre 2000 contro la veterana Yuuki Kondo, che sconfigge per sottomissione.
Nel dicembre dello stesso anno prende parte al torneo ReMix: World Cup 2000, organizzato al meglio dei tre incontri che si svolsero tutti la stessa sera: la Coenen vince i primi due incontri per sottomissione e in finale si impone sulla kickboxer Megumi Yabushita ai punti, vincendo il suo primo torneo in carriera.
Nel 2004 entra nella prestigiosa organizzazione Smackgirl, dove raccoglie l'ottava vittoria consecutiva stendendo Yoko Takahashi nel primo turno del torneo Open Weight Queen, ma nel successivo incontro subisce la prima sconfitta della sua carriera per mano della statunitense Erin Toughill.
Nel 2007 partecipa al torneo K-Grace 1 di Tokyo: passa agevolmente i primi due turni sottomettendo per strangolamento le avversarie, ma in finale capitola contro Roxanne Modafferi con un punteggio discutibile.
Successivamente firmò un contratto con la lega statunitense Elite Xtreme Combat, ma l'associazione stessa fallì nel 2008 e Marloes non poté mai gareggiare per essa.
Passa così un anno a combattere per alcune promozioni europee.

### Strikeforce
Nel 2009 la Coenen arriva in Strikeforce, associazione statunitense che al tempo cercò di mettere sotto contratto tutte le migliori lottatrici di arti marziali miste.
La Coenen avrebbe avuto subito la possibilità di sfidare la campionessa in carica Cris "Cyborg" Santos per il titolo dei pesi piuma, ma la brasiliana era indisponibile per infortunio; la card venne cambiata con la rivincita di Marloes contro Erin Toughill, ma anche quest'ultima diede forfait, e di conseguenza gli organizzatori misero sulla carta un ulteriore rematch tra la Coenen e la Modafferi: questa volta Marloes si vendicò sottomettendo l'avversaria in poco più di un minuto di gara.
Quando Cris Cyborg si riprese del tutto dagli acciacchi la Coenen poté affrontarla: l'incontro si svolse il 30 gennaio 2010 e la Coenen venne sconfitta per KO tecnico alla terza ripresa.
A quel punto le venne proposto di scendere nella categoria dei pesi gallo, dove sarebbe stata la prima contendente al titolo detenuto dalla canadese Sarah Kaufman: Marloes accettò e sfidò la Sarah nell'ottobre 2010.
Marloes vinse sottomettendo la Kaufman con un armbar e divenendo campionessa dei pesi gallo Strikeforce.
Nel 2011 riuscì a difendere il titolo da Liz Carmouche, sostituta dell'indisponibile Miesha Tate, vincendo ancora una volta per sottomissione dopo aver subito il ground and pound dell'ex marine americana per tutti i primi tre round.
Il tanto atteso incontro tra Marloes e Miesha si disputò il 30 luglio 2011 nell'Illinois: per la prima volta nella sua carriera Marloes venne sconfitta per sottomissione (strangolamento triangolare), perdendo il titolo dei pesi gallo Strikeforce.
Nell'agosto del 2011 vennero ufficializzati la fine del contratto con la Strikeforce e la firma di un nuovo contratto con la BlackEye Promotions, organizzazione della Carolina del Nord.

### Invicta Fighting Championships e Dream
Il contratto con la BlackEye Promotions rimase solamente verbale, e in realtà la Coenen firmò con la neonata Invicta Fighting Championships, dove tornò a combattere nella categoria dei pesi piuma.
Esordì nell'aprile 2012 vincendo largamente ai punti il rematch contro la giovane francese Romy Ruyssen, esperta di jiu jitsu brasiliano e sempre vittoriosa per sottomissione nel primo round, ottenendo la sua ventesima vittoria in carriera: tutti i giudici di gara assegnarono un punteggio di 30-26 in quanto Ruyssen venne penalizzata di un punto per aver afferrato la rete della gabbia.
Lo stesso anno la Dream, principale promozione di MMA giapponesi che era data per fallita, viene rifinanziata e organizza un evento per il 31 dicembre al quale la Coenen prende parte: si trattò del suo esordio nella Dream e del suo ritorno in Giappone dopo più di cinque anni, un mondo quello delle MMA giapponesi nel quale Marloes era popolare; qui sconfigge con una leva al braccio l'australiana Fiona Muxlow, lottatrice di 35 anni che cavalcava un record di 6-1 e prima d'ora non aveva mai combattuto fuori dall'Oceania.
Nel 2013 torna in Invicta FC come contendente per il neonato titolo dei pesi piuma, impegnata in un rematch contro la dominatrice della categoria Cris Cyborg: Coenen ancora una volta viene sopraffatta nettamente dalle abilità non solo atletiche ma anche tecniche della rivale che si dimostra una lottatrice completa, e durante il quarto round un ground and pound dalla monta da parte della brasiliana impone lo stop per KO tecnico.
Nell'ottobre del 2013 ha realizzato uno stage a Vicenza.

### Bellator MMA
Nel 2014 Marloes firma con la prestigiosa organizzazione Bellator che puntava a reintegrare nei suoi show le divisioni femminili.
Esordisce in ottobre con la vittoria per sottomissione sulla numero 6 al mondo Annalisa Bucci.

### Risultati nelle arti marziali miste
| Risultato | Record | Avversario         | Metodo                               | Evento                               | Data             | Round | Tempo | Città                        | Note                                                |
| --------- | ------ | ------------------ | ------------------------------------ | ------------------------------------ | ---------------- | ----- | ----- | ---------------------------- | --------------------------------------------------- |
| Vittoria  | 22-6   | Annalisa Bucci     | Sottomissione (rear naked choke)     | Bellator CXXX                        | 24 ottobre 2014  | 3     | 0:57  | Mulvane, Stati Uniti         | Debutto in Bellator                                 |
| Sconfitta | 21-6   | Cris Cyborg        | KO Tecnico (pugni)                   | Invicta FC 6: Coenen vs. Cyborg      | 13 luglio 2013   | 4     | 4:02  | Kansas City, MO, Stati Uniti | Per il titolo dei Pesi Piuma Invicta FC             |
| Vittoria  | 21-5   | Fiona Muxlow       | Sottomissione (armbar)               | Dream 18: Special NYE 2012           | 31 dicembre 2012 | 1     | 3:29  | Saitama, Giappone            | Debutto in Dream                                    |
| Vittoria  | 20-5   | Romy Ruyssen       | Decisione (unanime)                  | Invicta FC 1: Coenen vs. Ruyssen     | 28 aprile 2012   | 3     | 5:00  | Kansas City, KS, Stati Uniti | Debutto in Invicta FC, Pesi Piuma                   |
| Sconfitta | 19–5   | Miesha Tate        | Sottomissione (triangolo di braccio) | Strikeforce: Fedor vs. Henderson     | 30 luglio 2011   | 4     | 3:03  | Hoffman Estates, Stati Uniti | Perde il titolo dei Pesi Gallo Strikeforce          |
| Vittoria  | 19–4   | Liz Carmouche      | Sottomissione (triangolo)            | Strikeforce: Feijao vs. Henderson    | 5 marzo 2011     | 4     | 1:29  | Columbus, Stati Uniti        | Difende il titolo dei Pesi Gallo Strikeforce        |
| Vittoria  | 18–4   | Sarah Kaufman      | Sottomissione (armbar)               | Strikeforce: San Jose                | 9 ottobre 2010   | 3     | 1:59  | San Jose, Stati Uniti        | Vince il titolo dei Pesi Gallo Strikeforce          |
| Sconfitta | 17–4   | Cris Cyborg        | KO Tecnico (pugni)                   | Strikeforce: Miami                   | 30 gennaio 2010  | 3     | 3:40  | Sunrise, Stati Uniti         | Per il titolo dei Pesi Piuma Strikeforce            |
| Vittoria  | 17–3   | Roxanne Modafferi  | Sottomissione (armbar)               | Strikeforce: Fedor vs. Rogers        | 7 novembre 2009  | 1     | 1:05  | Hoffman Estates, Stati Uniti | Debutto in Strikeforce                              |
| Sconfitta | 16–3   | Cindy Dandois      | Decisione (unanime)                  | Beast of the East                    | 24 gennaio 2009  | 3     | 5:00  | Zutphen, Paesi Bassi         |                                                     |
| Vittoria  | 16–2   | Asci Kubra         | KO Tecnico (pugni)                   | KOE: Tough Is Not Enough             | 5 ottobre 2008   | 1     | 1:51  | Rotterdam, Paesi Bassi       |                                                     |
| Vittoria  | 15–2   | Romy Ruyssen       | Sottomissione (rear naked choke)     | SLV 3: Thaibox Gala Night            | 2 agosto 2008    | 2     | 4:45  | Basilea, Svizzera            |                                                     |
| Vittoria  | 14–2   | Asci Kubra         | Sottomissione (armbar)               | Beast of the East                    | 31 maggio 2008   | 1     | -     | Zutphen, Paesi Bassi         |                                                     |
| Sconfitta | 13–2   | Roxanne Modafferi  | Decisione (non unanime)              | K-Grace 1                            | 27 maggio 2007   | 2     | 3:00  | Tokyo, Giappone              | Torneo K-GRACE Women's Openweight, Finale           |
| Vittoria  | 13–1   | Magdalena Jarecka  | Sottomissione (rear naked choke)     | K-Grace 1                            | 27 maggio 2007   | 2     | 1:35  | Tokyo, Giappone              | Torneo K-GRACE Women's Openweight, Semifinale       |
| Vittoria  | 12–1   | Keiko Tamai        | Sottomissione (rear naked choke)     | K-Grace 1                            | 27 maggio 2007   | 1     | 2:01  | Tokyo, Giappone              | Torneo K-GRACE Women's Openweight, Quarti di finale |
| Vittoria  | 11–1   | Majanka Lathouwers | Sottomissione (armbar)               | Shooto Holland: Ultimate Glory 2     | 21 gennaio 2007  | 2     | 3:10  | Utrecht, Paesi Bassi         |                                                     |
| Vittoria  | 10–1   | Yoko Takahashi     | Sottomissione (armbar)               | G-Shooto 04                          | 11 marzo 2006    | 1     | 0:39  | Tokyo, Giappone              |                                                     |
| Vittoria  | 9–1    | Yuuki Kondo        | KO (pugno)                           | Smackgirl: Cool Fighter's Last Stand | 30 aprile 2005   | 2     | 0:50  | Shizuoka, Giappone           |                                                     |
| Sconfitta | 8–1    | Erin Toughill      | KO (pugno)                           | Smackgirl: World ReMix 2004          | 19 dicembre 2004 | 1     | 5:00  | Shizuoka, Giappone           | Torneo Open Weight Queen, Semifinale                |
| Vittoria  | 8–0    | Yoko Takahashi     | KO Tecnico (pugni)                   | Smackgirl: World ReMix 2004          | 19 dicembre 2004 | 1     | 2:30  | Shizuoka, Giappone           | Torneo Open Weight Queen, Primo turno               |
| Vittoria  | 7–0    | Miwako Ishihara    | Decisione (maggioranza)              | Shooto: Wanna Shooto 2002            | 14 aprile 2002   | 2     | 5:00  | Tokyo, Giappone              |                                                     |
| Vittoria  | 6–0    | Megumi Yabushita   | Sottomissione (rear naked choke)     | Jd': No Holds Barred                 | 13 gennaio 2002  | 1     | 2:27  | Tokyo, Giappone              |                                                     |
| Vittoria  | 5–0    | Yoko Takahashi     | Sottomissione (armbar)               | ReMix: Golden Gate 2001              | 3 maggio 2001    | 1     | 1:11  | Giappone                     |                                                     |
| Vittoria  | 4–0    | Megumi Yabushita   | Decisione (unanime)                  | ReMix: World Cup 2000                | 5 dicembre 2000  | 3     | 5:00  | Tokyo, Giappone              | Vince il torneo ReMix World Cup 2000                |
| Vittoria  | 3–0    | Becky Levi         | Sottomissione (armbar volante)       | ReMix: World Cup 2000                | 5 dicembre 2000  | 1     | 1:25  | Tokyo, Giappone              | Torneo ReMix World Cup 2000, Semifinale             |
| Vittoria  | 2–0    | Mika Harigai       | Sottomissione (rear naked choke)     | ReMix: World Cup 2000                | 5 dicembre 2000  | 1     | 0:31  | Tokyo, Giappone              | Torneo ReMix World Cup 2000, Quarti di finale       |
| Vittoria  | 1–0    | Yuuki Kondo        | Sottomissione (armbar)               | LLPW – L-1 2000: The Strongest Lady  | 22 novembre 2000 | 1     | 2:37  | Tokyo, Giappone              |                                                     |

## Curiosità
- Il soprannome "Rumina" le è stato dato dai sostenitori giapponesi in onore di Rumina Sato, lottatore di MMA e fuoriclasse dello stile Shooto del quale Marloes ne è una grande fan[4].